# Mieke Strydom
Mieke Strydom (Sudáfrica, 25 de agosto de 2000) es una atleta sudafricana, especialista en la prueba de lanzamiento de peso, en la que logró ser medallista de bronce africana en 2018

## Carrera deportiva
En el Campeonato Africano de Atletismo de 2018 celebrado en Asaba (Nigeria) ganó la medalla de bronce en el lanzamiento de peso, llegando hasta los 15.99 metros, tras su compatriota Ischke Senekal (oro con 17.24 metros) y la bisauguineana Jessica Inchude (plata con 16.76 metros).